# 1623
Năm 1623 (số La Mã: MDCXXIII) là một năm thường bắt đầu vào ngày Chủ nhật trong lịch Gregory (hoặc một năm thường bắt đầu vào thứ Tư trong lịch Julius chậm hơn 10 ngày).

## Sự kiện
- Chúa Trịnh là Trịnh Tùng chết. Con là Trịnh Tráng lên thay.

## Sinh
Blaise Pascal.(m.1662)